# Bean Cars

Bean (Бін) — з 1919 року англійський виробник автомобілів. Штаб-квартира розташована в місті Дадлі. У 1926 році компанію купує фірма Hadfields Limited. У 1931 році компанія припинила виробництво автомобілів.

## Джордж Бін
У 1826 році в Дадлі відкривається чавуноливарна фірма A. Harper and Sons, главою якої був Абсолом Харпер, у 1884 році Джордж Бін одружується з дочкою Абсолома — Мері і незабаром приєднується до сімейного бізнесу дружини. У 1901 році він стає головним утримувачем акцій фірми, а через 6 років — її головою. Джордж Бін вирішив увічнити своє ім'я, тому фірму перейменовують у A. Harper, Sons and Bean.

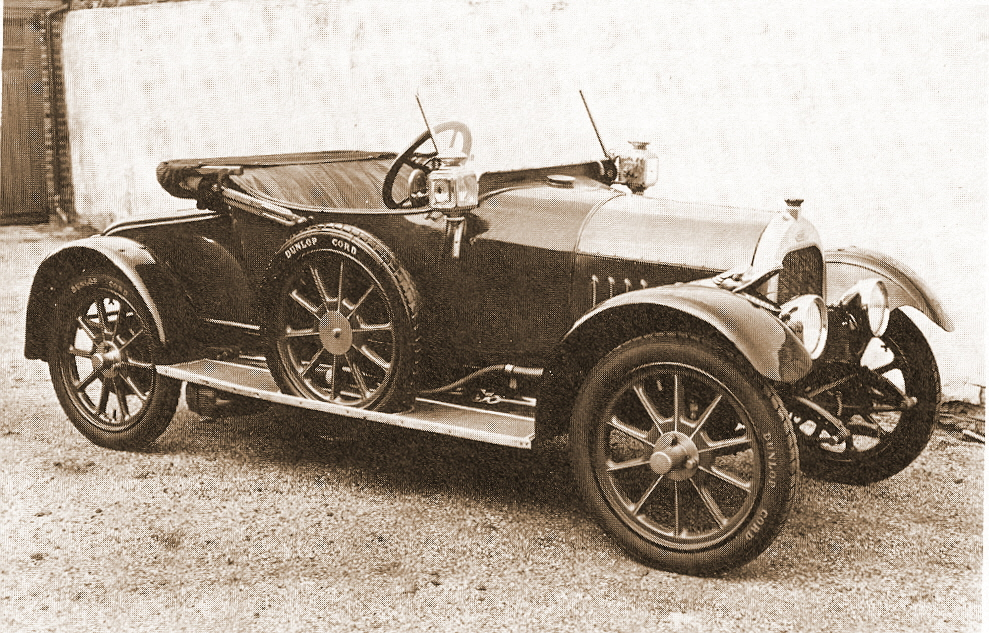
Perry 8HP Drophead Coupe

У 1911 році фірма почала виготовляти преси для фірм, які виробляли деталі для автомобілів, а з початком війни фірма перейшла на виробництво патронів і шрапнелі, однак, знаючи, що із закінченням війни державні замовлення скінчаться, Бін вирішує зайняти свої промислові потужності виробництвом автомобілів. Але витрачатися й марнувати час на розробку нової конструкції Біну не хотілося, тому він вирішив купити вже готовий і перевірений продукт. Вибір припав на продукцію фірми Perry Motors. Perry Motors була заснована в 1912 році і випускала спочатку циклокари, а 1914 році з'явилася модель 11.9НР, яка оснащувалася 1.8 л 4-циліндровим мотором, до 1916 року було побудовано близько 300 таких автомобілів. 
Але під час війни фірма припинила їх виробництво, в 1918 році біля керма фірми James Perry and Co, яка була материнським підприємством цього автовиробника, став Едмунд Перрі, який вирішив сконцентруватися на тому, чим підприємство предків займалося з 1819 року — виробництві письмового приладдя, зокрема пір'я для письма. Тому автомобільне відділення виставили на продаж.

## Заснування компанії
Джек Бін, син голови фірми, який був керуючим директором, був дуже амбітною людиною, він планував випускати до 75 000 легкових автомобілів на рік, плюс 25 000 вантажівок, притому що найбільший на той момент британський виробник — Ford — випускав всього 20 000 автомобілів моделі Т. У січні 1919 року Бін купує технологічну оснастку, права і документацію на автомобіль Perry 11.9HP, у травні Бін-молодший замовляє в США два стрічкових конвеєри, ставши першим британським автомобільним підприємством, яке отримало таке оснащення. Щоб здійснити такі плани, ґрунтується фірма Harper Bean Ltd, в яку тепер входили фірми: безпосередньо A. Harper, Sons and Bean, сталеливарна фірма Hadfield's Steel Foundry Co, виробник автомобілів Vulcan Motor and Engineering Co, ще один виробник автомобілів Swift of Coventry Ltd, мережа збуту автомобілів British Motor Trading Co, виготовлювач фар Rushmores Ltd, кузовна фірма Regent Carriage Co, радіаторні фірми Gallay Radiator Co і Alexander Mosses, тобто Джек ґрунтовно підійшов до справи.

## Початок виробництва автомобілів

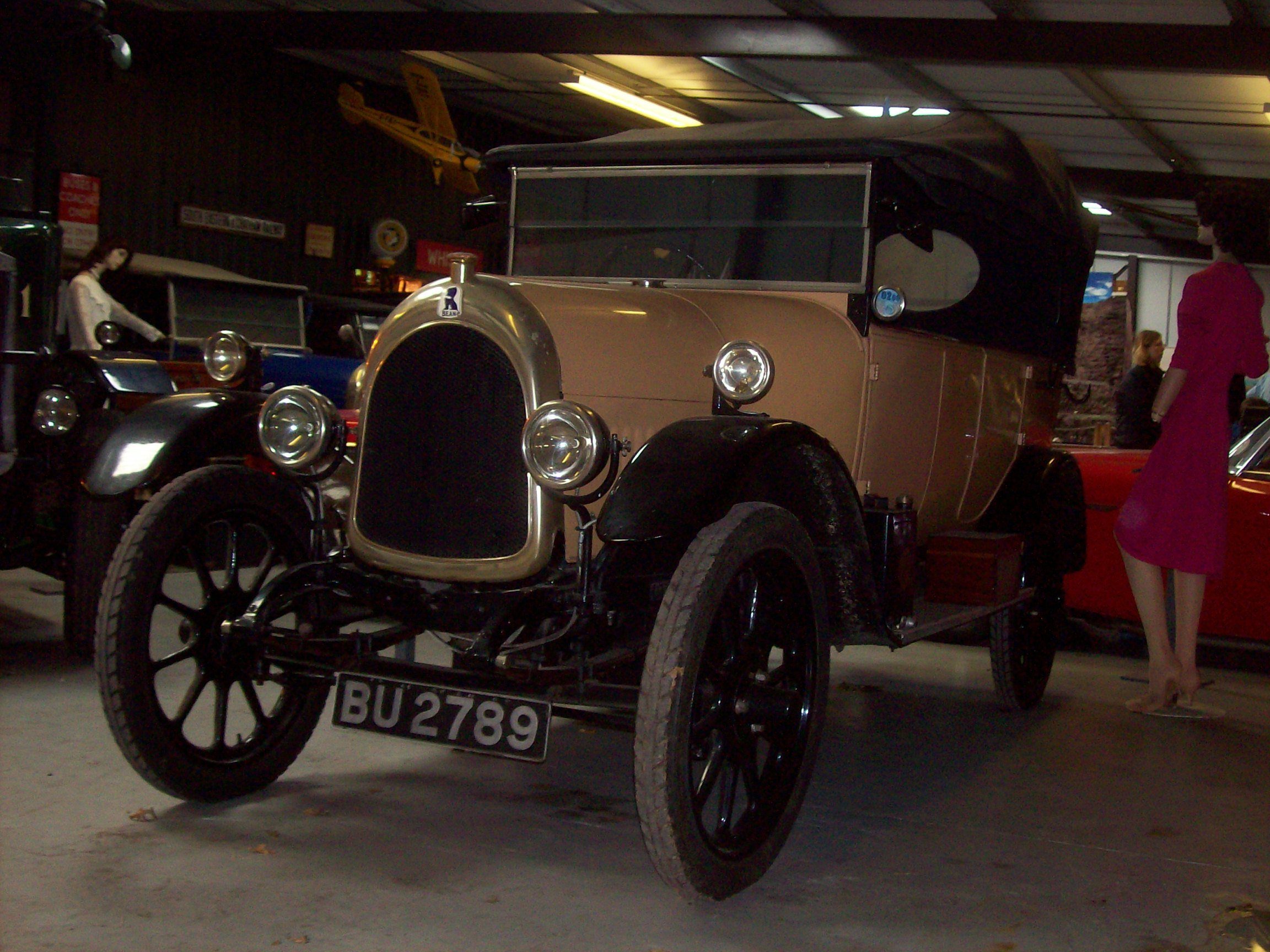
Bean 11.9HP Tourer

У листопаді 1919 року на автошоу показують перший виставковий автомобіль марки Bean, моделі 11.9HP. На відміну від праотця, машина отримала алюмінієві сплави в конструкції мотора і окрему коробку передач, на Perry був модний тоді моноблок коробки і мотора, відповідав за модернізацію головний технічний інженер фірми — Гаррі Редфорд.
На відміну від донора, ця машина могла оснащуватися вже двома типами кузовів: дво- і чотиримісними кабріолетами і 4-місним фаетоном, але покупці могли вибирати тільки один варіант забарвлення: виключно сірого кольору (Admiralty Grey) з темно синіми крилами. Коли в січні був готовий новий завод в Тіптоні, управляти яким покликали американця Тома Конроя, і почалося виробництво автомобілів. Але, не дивлячись на те, що планувалося продавати тисячі машин на місяць, у перший місяць було побудовано всього 100 машин, через місяць — 125 машин, але вже з березня будувалося по кілька сотень автомобілів на місяць. За цей рік змогли продати не більше 2000 автомобілів.
Однак витрати на запуск автомобіля у виробництво виявилися занадто величезними, плюс продажі були далеко не такими райдужними, як собі уявляв Джек Бін. Головна причина низьких продажів була в тому, що заявлена на автошоу ціна і реальна, коли почалися продажі, різнилася на 50%. Справа в тому, що довелося піднімати зарплату працівникам, а це підвищило ціни при таких обсягах виробництва. Рецесія, що почалася тоді ж в Англії, також зіграла злу роль в планах фірми, компанія за аналогією з американським Ford спробувала демпінгувати і знизила ціну на свою продукцію, але ні до чого хорошого це не призвело, і концерн, який замислювався як британський аналог фірми General Motors, стояв біля глибокої фінансової прірви з величезним боргом. У вересні 1920 року Джек Бін покидає свій пост голови в Harper Bean Ltd, а через місяць припиняється виробництво автомобілів фірми A. Harper, Sons and Bean.
У листопаді 1921 року компанія, що виробляла автомобілі, — A. Harper, Sons and Bean викуповує контрольний пакет акцій у холдингу, в основному акції були викуплені на особисті кошти сера Джорджа Біна, але й за участі банків Barclays Bank і The National Provincial, а також сталеливарної фірми Hadfields Limited. Крім цього були частково погашені заборгованості фірми, а біля керма компанії знову стали син і батько Біни. Цього разу вони стримали свій запал і, почавши виробництво злегка модернізованої машини (змінили зчеплення) у квітні 1922 року, до серпня вийшли на рівень в 100 машин за тиждень.

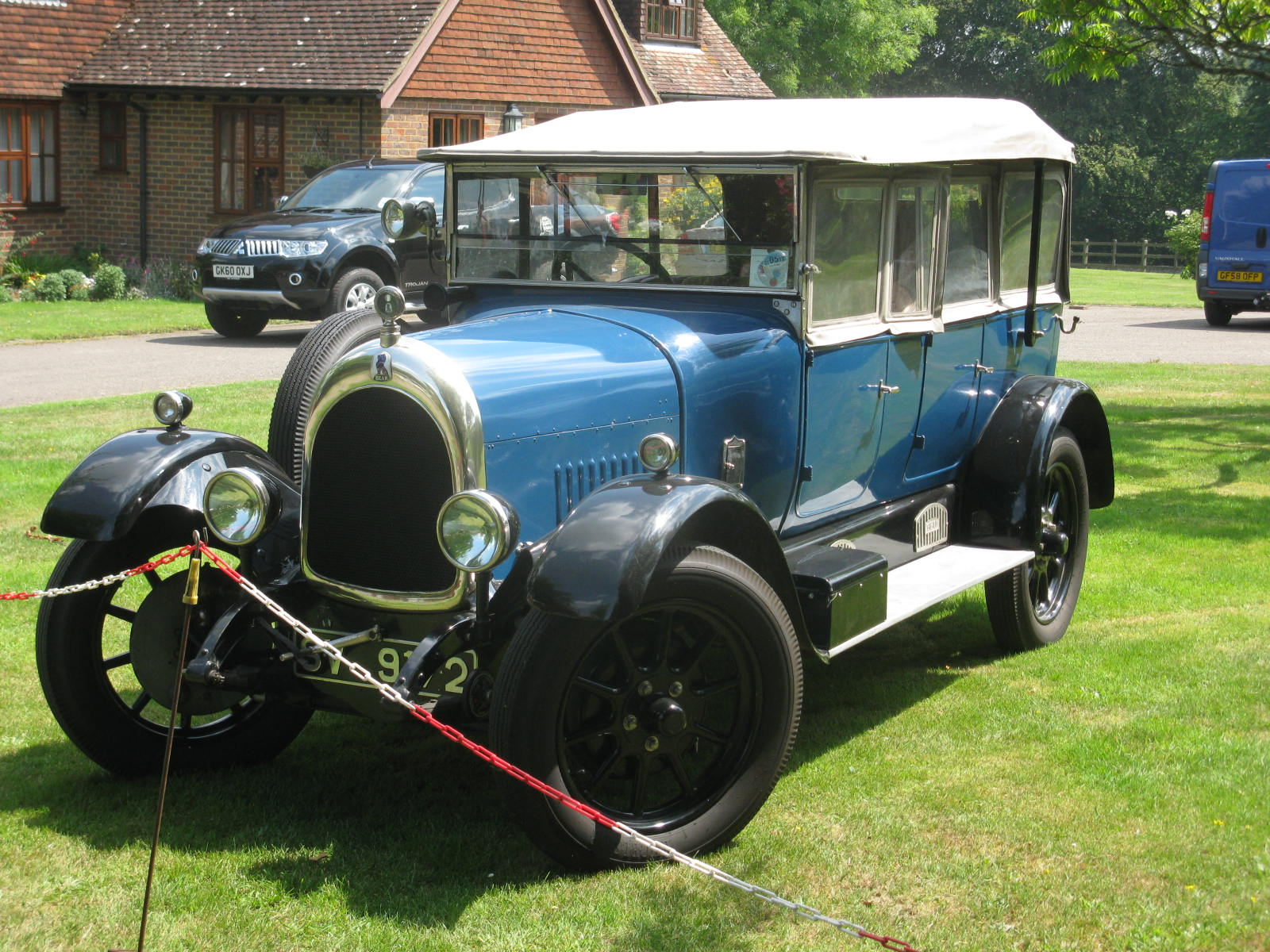
Bean 14HP Tourer

У жовтні 1923 року в виробництво пішла нова, більша модель — 14НР, яку оснастили 2.4 л мотором, потужністю 32 к.с., до якої приставили 4-ступінчасту коробку передач замість 3-ступінчастої у молодшої моделі, така машина могла пересуватися зі швидкістю в 80 км/год. Також на автомобіль можна було замовити гальма всіх коліс, при цьому машина виявилася дуже доступною за ціною, а вибір кузовів був досить широкий, можна було замовити: Tourer, Roadster, Coupé, Saloon або Landaulette.
У травні 1924 року з'являється модель 12НР, це був гібрид з трохи укорочених шасі моделі 14НР і мотора від моделі 11.9НР, машина пропонувалася у варіантах Roadster, Coupé, Tourer і Brougham, а в листопаді фірма починає випускати однотонні вантажівки на тих же шасі, що й у легковика. У цьому ж році глава фірми сер Джон Бін вмирає, на місце голови вибирають майора Августуса Клерка, який був керуючим директором фірми Hadfields Limited, а також з 1921 року перебував у раді директорів A. Harper, Sons and Bean.

## Bean у складі компанії Hadfields Limited
У 1925 році конгломерат Harper Bean Ltd розвалився, 1926 року фірма знову стикається з фінансовими проблемами, заборгувавши до цього часу близько 1.8 млн фунтів стерлінгів, цього разу на виручку приходить компанія Hadfields Limited, яка у квітні повністю викуповує фірму і гасить борги, перейменувавши фірму в Bean Cars Limited, а машини продавались як Hadfield-Bean. Оскільки було 3 заводи для виробництва продукції, то нові господарі залишають тільки один в Тімтоні, який був найновішим з них, продавши інші, в тому числі завод в Дадлі, в цей же час фірму покидає Джек Бін, який переходить працювати на Guy Motors.
У 1926 році австралійський агент фірми, компанія Barlow Motors наймає відомого австралійського мандрівника — Френсіса Бертлса, щоб той прорекламував модель 14НР. Бертлс взяв із собою в напарники Алека Берлоу і вирушив з Дарвіна до Мельбурна, яких розділяло 5400 км, на поїздку пішло близько 8 днів, після такого показового виступу машину очікував певний попит на континенті кенгуру.

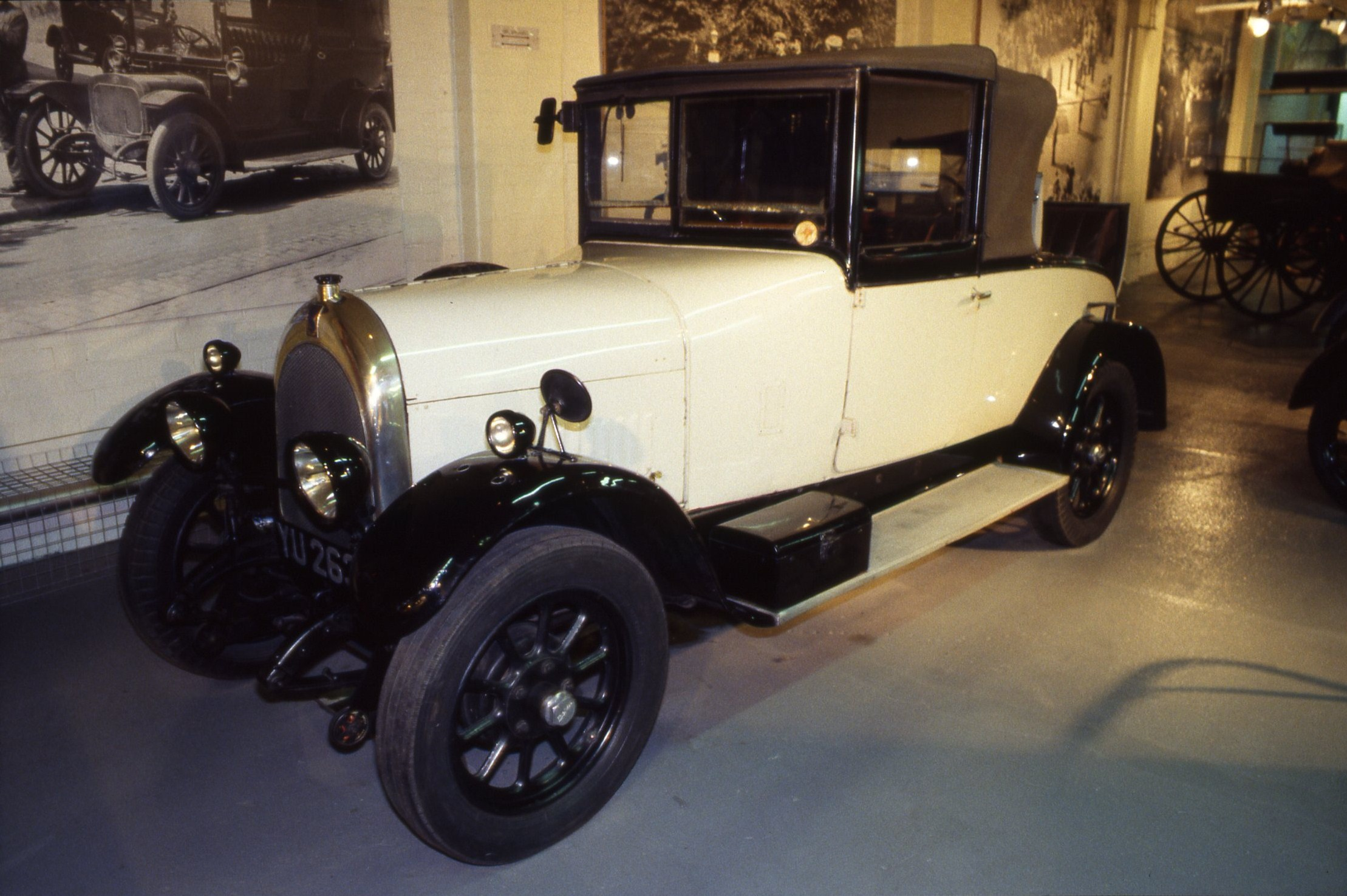
Hadfield-Bean 18/50HP

Тим часом в Англії до виробництва готувалася нова модель — 18/50НР, більша, ніж раніше. Ця машина отримала сучасний верхньоклапанний 6-циліндровий 2.7 л мотор фірми Meadows, коробка передач також була фірми Meadows. На відміну від попередників, які мали підковоподібні радіатори, нова машина отримала прямокутний радіатор.

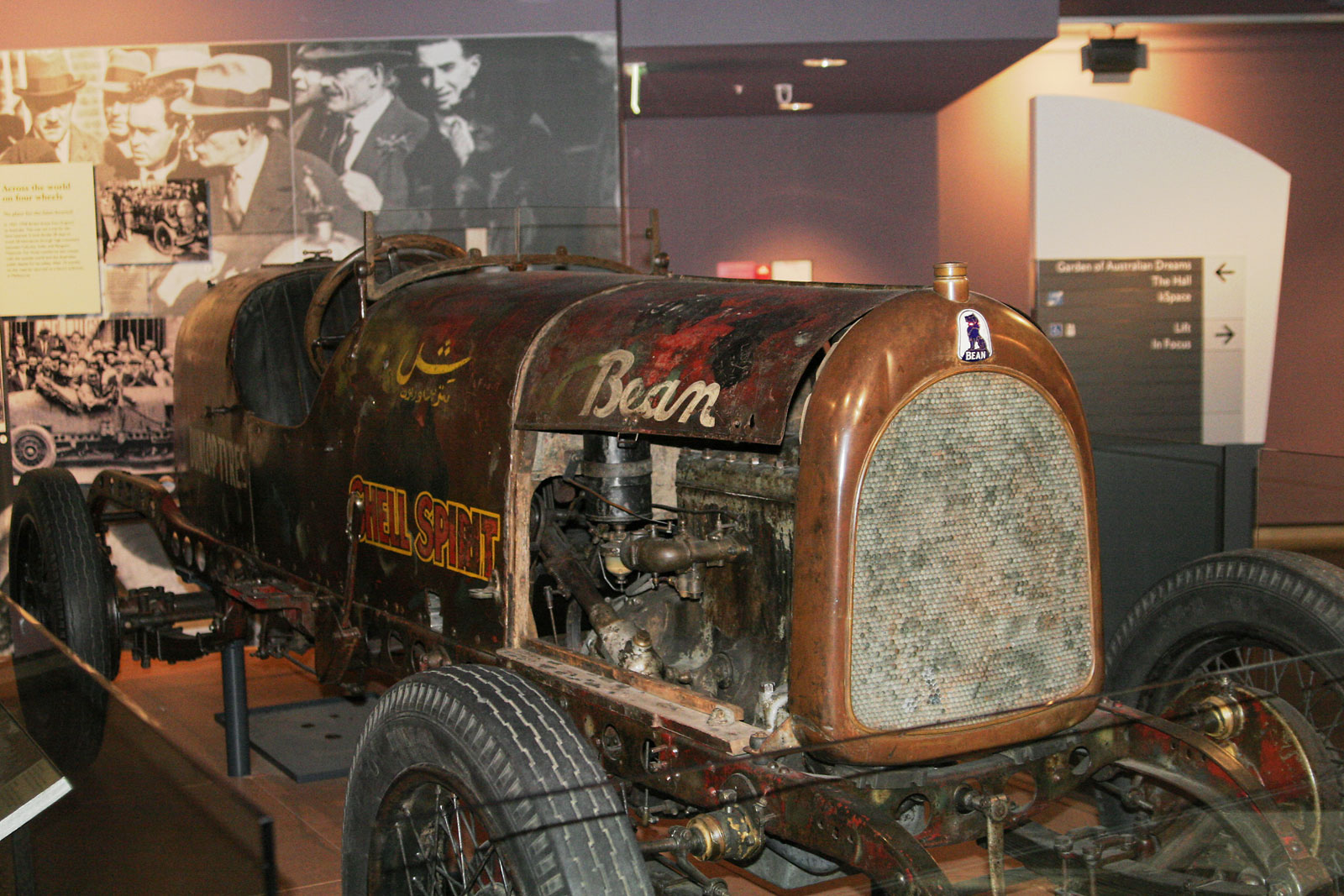
Hadfield-Bean 14HP The Sundowner

На базі нової машини був побудований прототип Imperial Six з 3.8 л мотором, на якому було вирішено здійснити автопробіг Англія-Австралія. У дорогу вирушив відважний Френсіс Бертлс, проте по дорозі машина постійно ламалася, і коли нарешті по прибуттю до Індії вдруге зламався редуктор заднього моста, Бертлс телеграфує, що далі на цьому «старому металобрухті» не поїде, в результаті машину повернули назад, а сам він повертається до жовтня в Англію, де підготували нову машину для пробігу — «The Sundowner», на базі старої перевіреної машини Bean 14. 19 жовтня Бертлс вирушає через Європу, Єгипет, Персію (Іран), Індію, Бірму і королівство Малай (нинішня Малайзія) до Австралії. Поїздка тривала 8 місяців, крім доріг Бертлс не міг не користуватися і морськими суднами, остання в цій подорожі морська переправа була за маршрутом Сінгапур — Дарвін (Австралія), проте по прибуттю в Дарвін подорож мало не зірвалася, оскільки митники затримали Бертлса з вимогою заплатити за розмитнення. Допомогло вирішити ситуацію особисте втручання прем'єр-міністра Австралії — Стенлі Брюса. У липні він прибув до головного поштового відділення Мельбурна. У 1929 році машина була подарована уряду Австралії з умовою, що вони виставлять її в музеї. До 1955 року більше ніхто не наважувався пройти по тому ж маршруту.

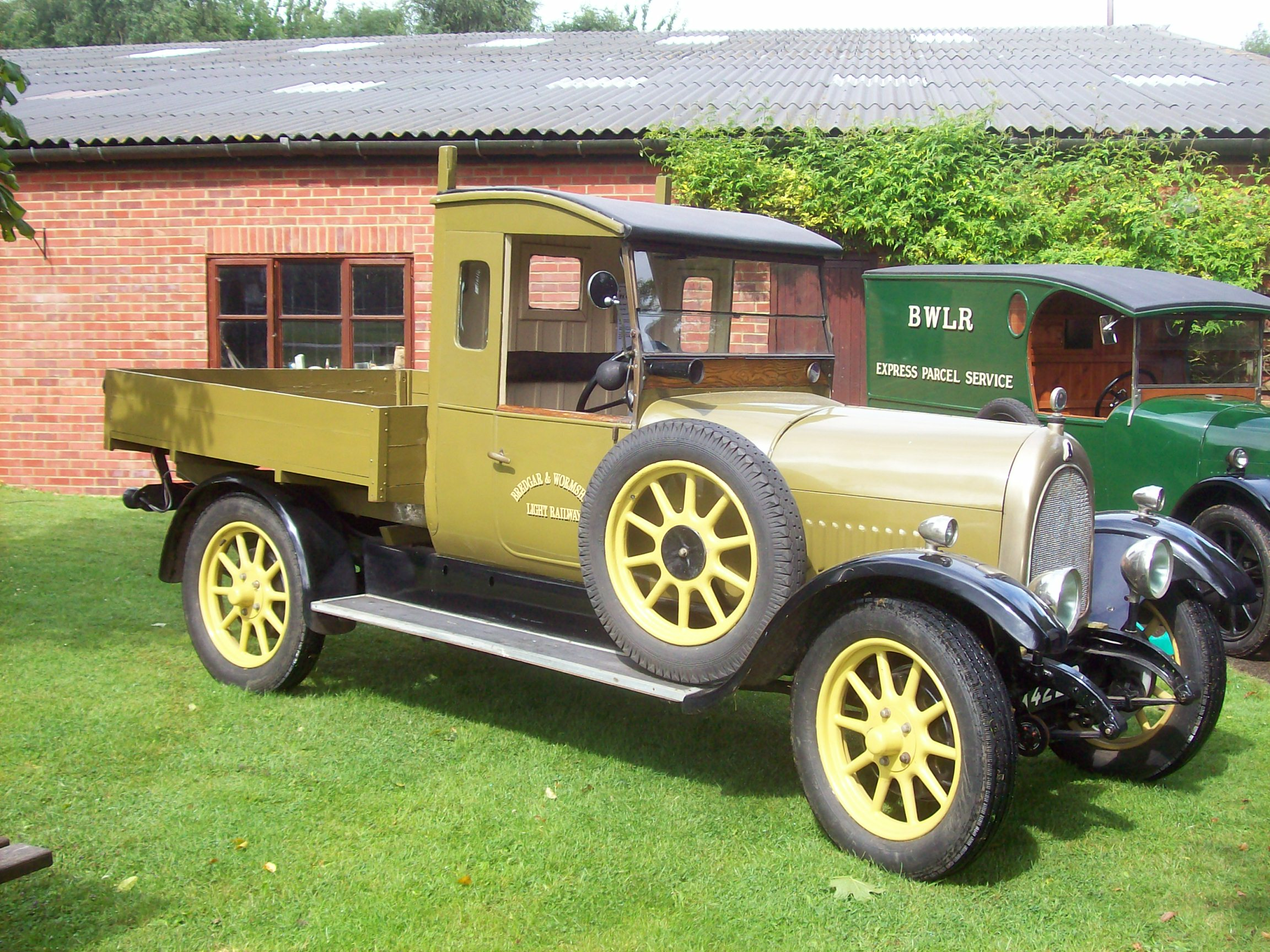
Bean 30cwt

У 1927 році також починається виробництво 1.5 т вантажівок серії 30cwt. Вантажівку оснастили 2.3 л мотором фірми Ricardo, і на цю машину покладали особливі надії, оскільки вона була досить дешева, проте одночасно з нею на ринок виходить ще більш дешева вантажівка від фірми Morris, яка виробляла свою продукцію в куди більшому обсязі.

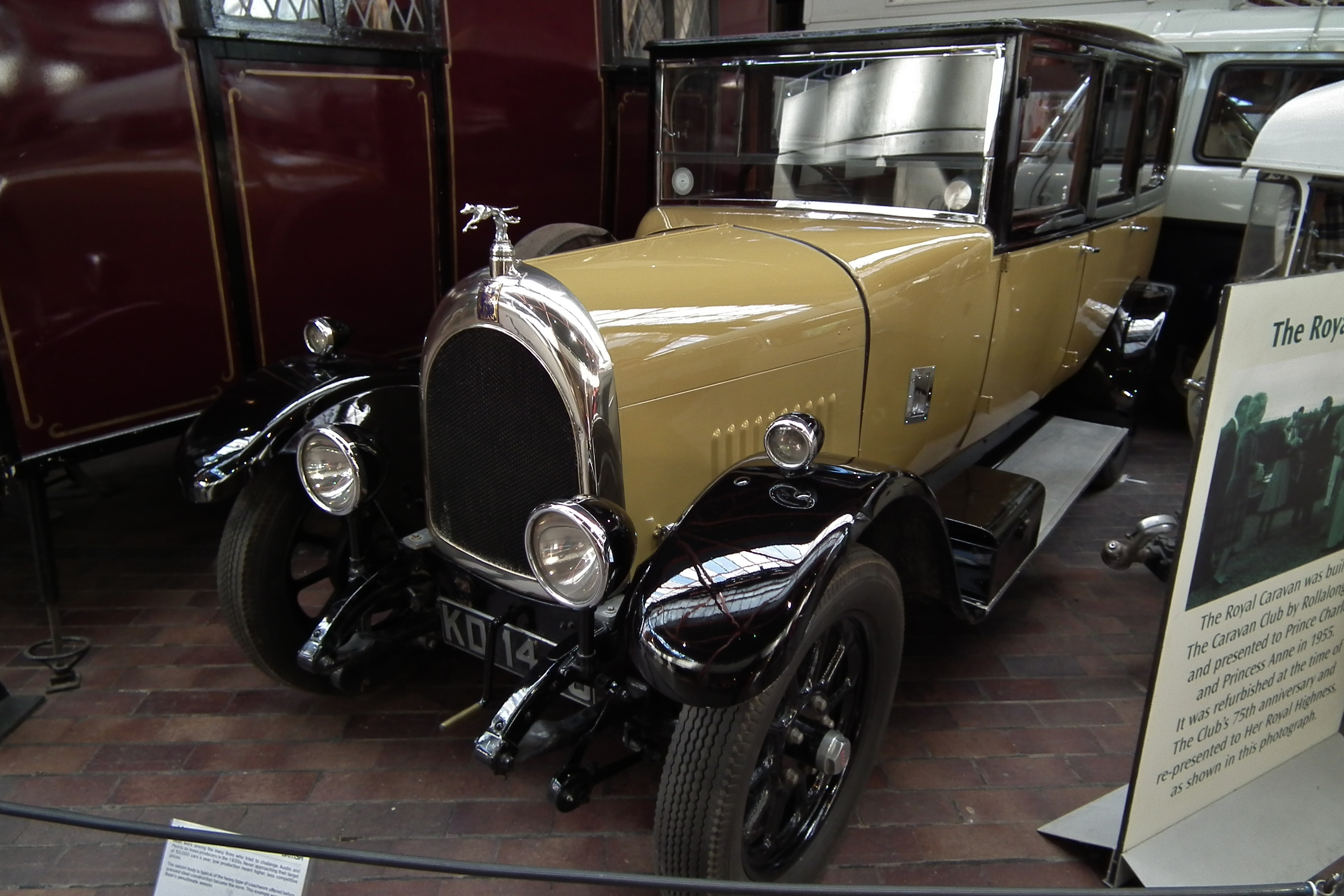
Hadfield-Bean 14/40 Saloon

Крім цього новий глава фірми Х'ю Керр Томас змінює легковий модельний ряд, 14НР тепер називається Long 14HP, а замість 12НР з'являється Short 14HP, яка на ділі була гібридом з шасі 12НР і мотора від 14НР, крім цих машин в жовтні на автошоу стояла і нова модель — 14/40НР з 2.3 л мотором, розробленим власним інженером фірми — Тернером. Мотор розвивав 40 к.с., завдяки яким максимальна швидкість становила 100 км/год.

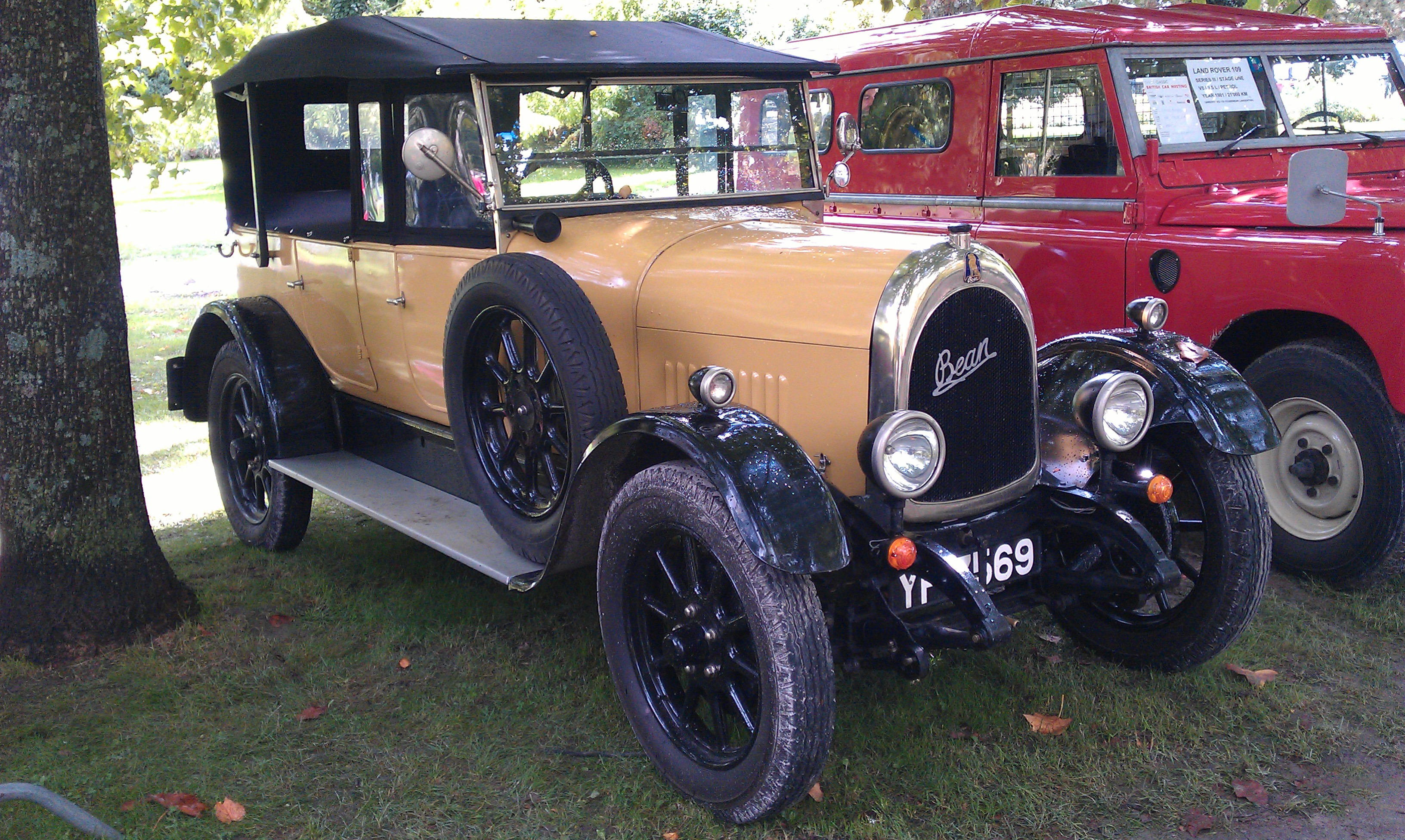
Hadfield-Bean 14/45 Tourer

Цю машину почали випускати в січні 1928 року, а в березні зняли з виробництва модель Long 14, якій на зміну прийшла нова модель — 14/45НР, також з 2.3 л мотором, але розробки фірми Ricardo. Машина штатно оснащувалася гальмами всіх коліс, а в спортивній версії (з матерчатим кузовом седан), яка називалася 14/70НР, і підсилювачем гальм системи Девандре, також машина отримала іншу трансмісію і нові сучасні потужні фари, навіть в базовій версії ця модель розвивала швидкість в 105 км/год, а легша модель — і більше. Кузов отримав більші двері, в порівнянні з попередніми моделями.
Однак нова машина була настільки невдалою, що ходили жарти, що машина розвалюється на ходу, і навіть їй присудили титул найгіршої британської машини. В 1929 році у виробництві не було вже старих моделей: і 14/40, і 18/50 були зняті з виробництва наприкінці 1928 року, а нова модель мала настільки погану репутацію, що було вирішено припинити виробництво легкових автомобілів, при цьому продовжуючи випускати вантажівки, які становили до цього близько 60% від усієї продукції, що випускалася. До моменту закінчення виробництва автомобілів за весь цей час було побудовано всього близько 14500 автомобілів, тобто в середньому по 1800 шт в рік, при тому, що планувалося спочатку випускати близько 75 тисяч машин на рік.

## Припинення виробництва автомобілів. Закриття компанії
Модель 30cw отримала в 1929 році новий 3.6 л мотор, також від Ricardo, такі вантажівки називалися Emperia, через півтора року її змінила нова машина з 2.3 л мотором власної розробки, однак New Era, яка могла вже брати на борт 2.5 т вантажу, випускалася всього три місяці, оскільки вже в червні 1931 року фірма-невдаха знову подала на банкрутне діловодство.

## Подальша доля заводу
У 1933 році Hadfield воскресив фірму, перейменувавши її в Beans Industries, тепер «Beans» займалися виробництвом виливків для моторів інших автомобільних фірм. У 1936 році не стало головного конкурента в цій сфері — фірми Smethwick Drop Forgings Limited, і вже через рік пішли перші прибутки. У 1937 році фірма виграє контракт на будівництво автомобіля для установки рекорду швидкості — «Thunderbolt», за проектом Джорджа Істона.

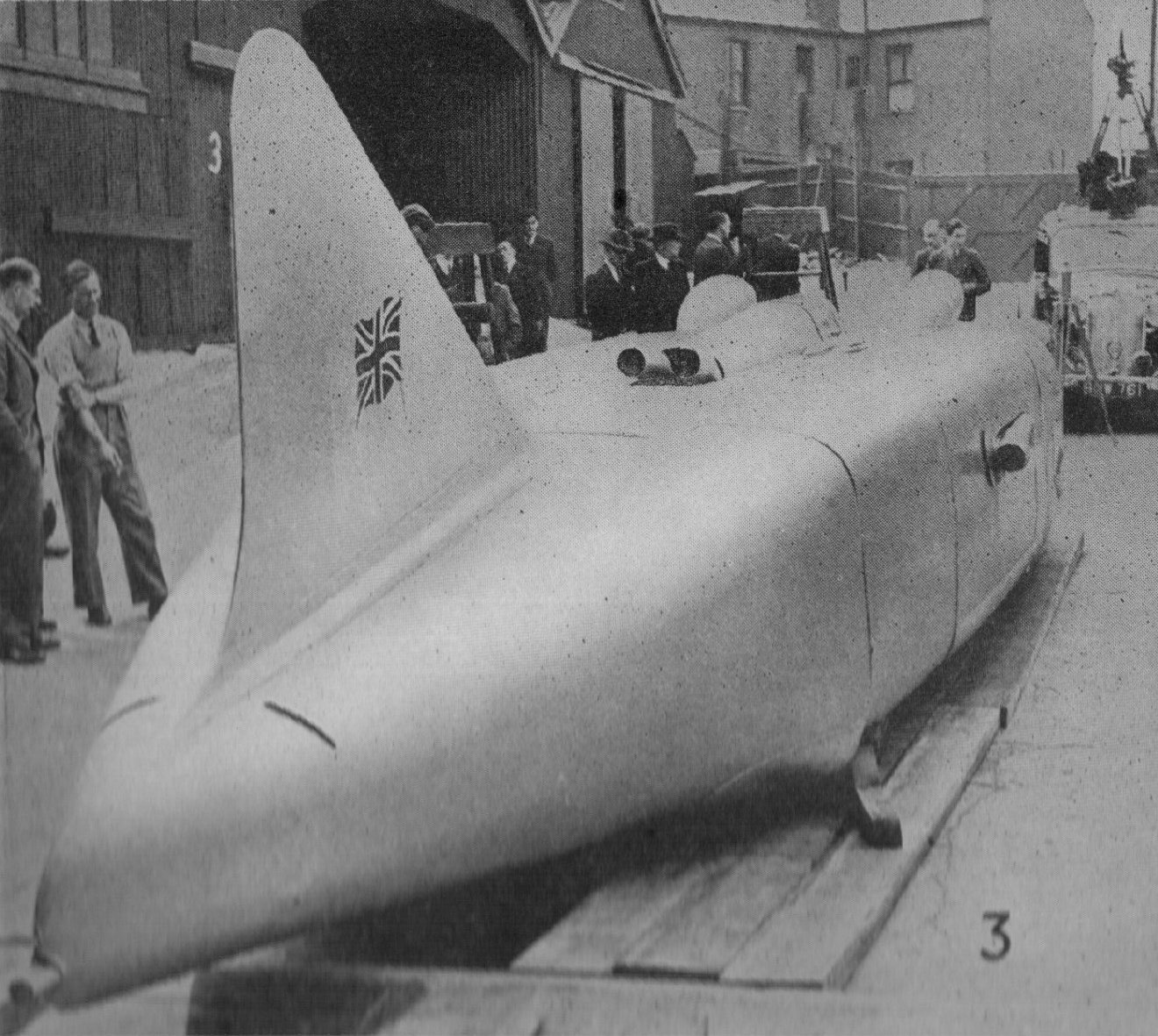
Thunderbolt

Машина отримала два двигуни Rolls-Royce V12, об'ємом 36.5 л кожен, сумарною потужністю в 2350 к.с.. Машина, чия маса дорівнювала 7 тоннам, мала 3 осі з вісьмома колесами. Дві передні осі були керованими, а задня — ведуча, яка і мала спарені колеса.
Кожен мотор мав свою 3-ступінчасту коробку передач, які вже передавали в єдиний редуктор. У жовтні 1937 року машина з Тіптона, де знаходився завод фірми Beans, прибула в Юту, на соляне озеро Бонневіль. Однак поставити рекорд не вдалося через одне дефектне зчеплення, через два тижні нарешті вдалося зробити перший заїзд, під час якого машина змогла розвинути 498.9 км/год, однак для фіксування рекорду треба було зробити зворотний заїзд, а цього не сталося, оскільки знову вийшло з ладу зчеплення однієї з коробок, через тиждень все повторюється знову. У підсумку конструкція зчеплення переробляється, і вже в листопаді приходять потрібні запчастини з Лос-Анджелеса, нарешті вдається розігнатися в першому заїзді до 491.8 км/год, а на зворотному шляху — до 513.5 км/год, у результаті середня швидкість склала 502.1, що било на 17.7 км на годину рекорд, поставлений раніше.

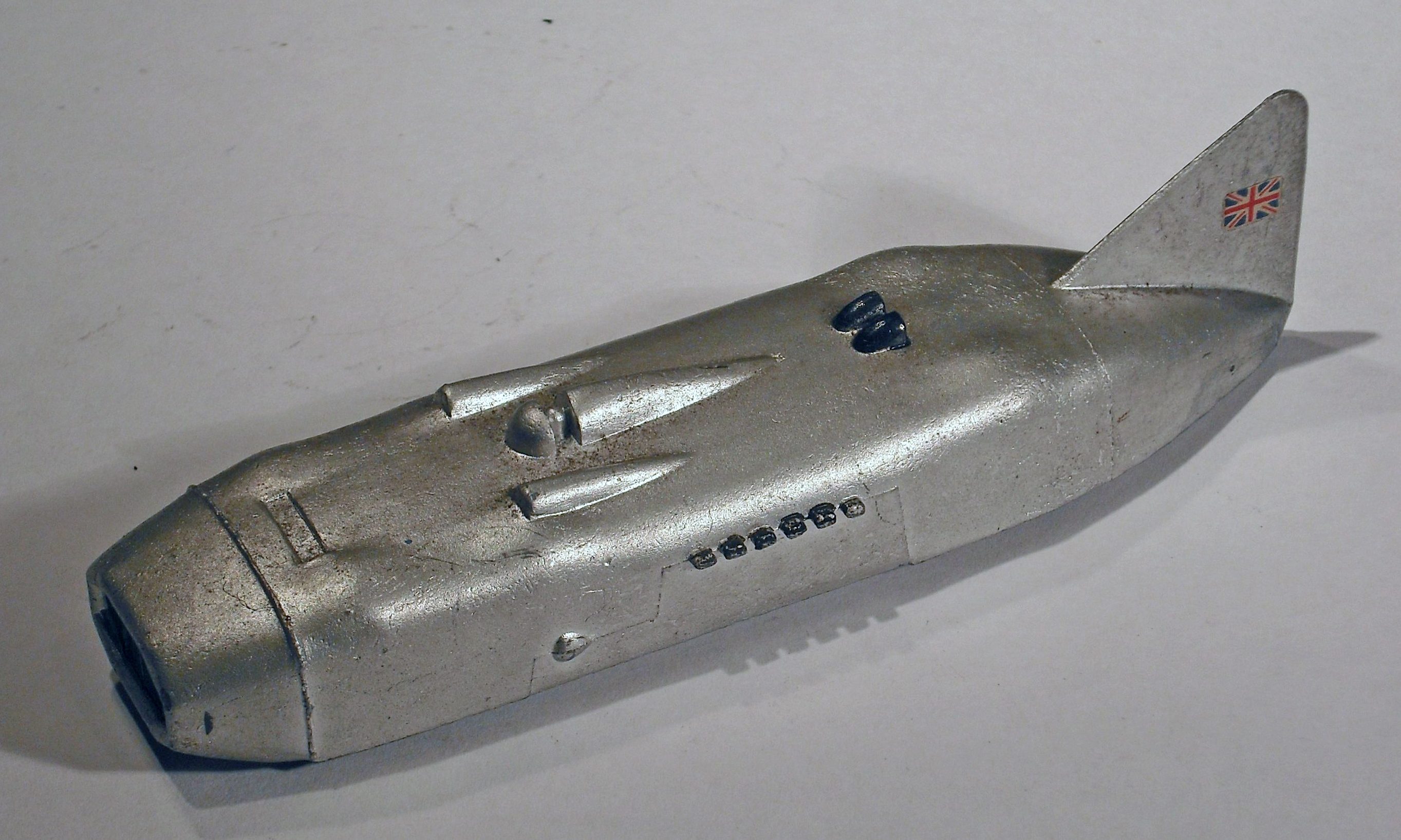
Модель Thunderbolt

Після цих заїздів машина повернулася до Англії, де за її модернізацію знову взялися хлопці з Beans Industries, влітку 1938 року машину знову відправили до США.
Там машина ставить у першому ж заїзді рекорд швидкості в 558.8 км/год, але на зворотному шляху швидкість не реєструють, оскільки сріблясту машину не побачили в соляних міражах, тоді вирішили пофарбувати колесо в яскраво жовтий колір і повторити спроби. Через три дні машина ставить наземний рекорд швидкості в 556 км/год, який протримався 19 днів, оскільки Джон Кобб на іншій британській машині — Napier-Railton ставить новий рекорд швидкості в 563.6 км/год, однак Істон не здається, і вже наступного дня він обламує Кобба, ставлячи новий рекорд в 575.3 км/год, оскільки, починаючи з кінця серпня, в спішному порядку модернізує машину. Під час турне 1940 року машина в Новій Зеландії повністю згоріла.
Під час війни фірма постачала відлиті деталі майже всім британським фірмам, які виробляли вантажівки, в 1956 році фірму викупила компанія Standard-Triumph, в 1960 році разом зі Standard-Triumph фірма ввійшла до складу British Leyland. В рамках цієї фірми Beans Industries виготовляла компоненти двигунів для вантажівкою марки Leyland, в 1975 року помінявши назву на Beans Engineering. У 1988 році, коли концерн остаточно розвалився, фірму викупили інженери фірми Rover, у яких в свою чергу в 1992 році завод був куплений фірмою Reliant, проте сама фірма Reliant стає банкрутом в 1994 році, і Beans знову виставляється на продаж. Фірму викуповує німецька компанія Eisenwerk Bruhl, а сама фірма перейменовується в Bruhl UK, поставляючи блоки циліндрів британським виробникам автомобілів, проте незабаром німці залишають британський ринок через те, що переоцінили свої фінансові можливості. Цього разу завод переходить в руки керуючих ним людей, які називають свою компанію Ferrotech, їм вдається домогтися договору з компанією Rover про постачання деталей до двигунів автомобілів цього виробника. Проте в 2005 році Rover сам став банкрутом. А в серпні багатостраждальний завод в Тіптоні востаннє закрив свої ворота.

## Список автомобілів Bean
- 1919 — Bean 11.9HP
- 1923 — Bean 14HP
- 1924 — Bean 112HP
- 1927 — Bean 30CWT
- 1929 — Bean Emperia
- 1930 — Bean New Era

## Список автомобілів Hadfield-Bean
- 1926 — Hadfield-Bean 18/50HP
- 1927 — Hadfield-Bean Long 14HP
  - Hadfield-Bean Short 14HP
  - Hadfield-Bean 14/40HP
- 1928 — Hadfield-Bean 14/45HP
  - Hadfield-Bean 14/70HP